# Maria Hrebinetska
Maria Zinoviïvna Hrebinetska (1883 à Kiev - 15 août 1972 à New York) est une actrice et chanteuse de théâtre (soprano) ukraino-américaine. Elle est connue pour ses performances au Théâtre Mykhaïlo Starytsky (en), à l'Opéra d'Odessa et au Théâtre Ruska Besida de Lviv.

## Biographie

### Enfance et éducation
Maria Hrebinetska est née en 1883 à Kiev en Ukraine. Ses parents, qui étaient professeurs de langue et de littérature ukrainiennes, sont financièrement aisés et en mesure d'offrir à leur fille une bonne éducation. Maria Hrebenetska fréquente une école de musique privée dirigée par M. Lesnevich-Nosova et, de 1905 à 1907, elle étudie à l'école de musique et d'art dramatique Mykola Lysenko sous la direction d'Alexandre Myszuga. Elle est considérée comme l'une des chanteuses les plus remarquables de l'école Lysenko. Sur la recommandation d'Alexandre Myszuga, Hrebinetska se rend à Milan pour se perfectionner et y étudie le chant de 1907 à 1911.
La chanteuse a souvent tenu compte des conseils de son grand professeur : « Devenir une chanteuse de renommée mondiale, pour que tout le monde sache et dise que c'est Maria Hrebinetska, une Ukrainienne qui a tout abandonné pour vivre pour l'art - c'est la vie. Et la voix est là, et la musicalité est là, ainsi que l'apparence, l'intelligence et la jeunesse appropriées. »
Vadim Shcherbakivskii (uk), qui connait Maria Hrebenetska  depuis son enfance, se souvient : « À côté de ma chambre se trouvait l'appartement de la famille Hrebinetski, où Miss Maria, qui avait une bonne soprano, étudiait avec Mishuga. C'était extrêmement intéressant de l'entendre chanter un duo de "Mefistofele" de Boito avec Mikhail Mikisheya (uk), à son retour de l'école. Leurs voix sonnaient comme si elles étaient vraiment quelque part au loin, mais le phénomène de distance n'était pas obtenu par le calme des voix, mais par leur vibration particulière. L'impression était que ces voix volaient au-dessus de la mer et de l'île lointaine mentionnée dans la chanson. Les voix roulaient comme si elles étaient quelque chose d'extérieur, comme un zéphyr, capable de voler infiniment loin. »

### Carrière
Après avoir obtenu son diplôme en 1911, Hrebinetska devient soliste à l'Opéra d'Odessa, faisant ses débuts dans le rôle d'Oksana dans l'opéra Zaporogues au-delà du Danube de Semen Houlak-Artemovsky. Elle travaille comme soliste à l'Opéra d'Odessa jusqu'en 1912.
En 1914, Hrebinetska devient soliste du Théâtre Mykola Sadovsky de Kiev où elle chante toutes les parties de soprano.
Dans une lettre à Alexandre Myszuga, Maria Hrebinetska  écrit à propos de cette époque : « Je suis au théâtre Sadovsky. Ses affaires se déroulent aussi bien qu'on n'aurait pu l'imaginer. Presque tous les jours, la maison est pleine. za Dunayem', 'Whirlwinds', 'La Noyée', 'Natalka Poltavka' et 'Galtsya'. Il n'a pas été possible de mettre en scène tous les opéras, car la majorité de la troupe, du chœur et de l'orchestre ont été emmenés à l'armée . Je me sens bien dans ma voix, mais j'aurais beaucoup mieux chanté si j'avais travaillé plus longtemps avec vous, cher maestro. »
À cette époque, tout en étant une grande chanteuse, Maria Hrebinetska n’a pas encore d’expérience en tant qu’actrice dramatique. L'éminent compositeur et chef de chœur Alexandre Koshyts a rappelé : « Le travail sur la mise en scène de la « Nuit de Noël » de Lyssenko a été extrêmement difficile. Le fait est que nous n'avions qu'un seul véritable artiste-chanteur, le ténor Vnukovski. Les autres étaient soit des acteurs dramatiques de la troupe, soit ceux qui ont reçu une éducation musicale mais qui n'ont pas encore été sur scène. Parmi eux, l'héroïne principale Maria Hrebinetska et la basse Hr. Pavlovsky. Maria Hrebienetska avait une très bonne voix soprano un peu sèche, bien formée. Donc, à cet égard, le travail était " Elle a bien fait. Malheureusement, elle avait un défaut majeur : l'incapacité à caractériser." Cependant, grâce aux décisions habiles des réalisateurs, la représentation a été un succès. »
Après la fermeture du Théâtre Sadovski, elle s'est produite avec le Théâtre du discours ukrainien de Lviv (Театр Української Бесіди), ainsi qu'à Oujhorod et Prague, où elle a rejoint le Chœur national ukrainien sous la direction d'Alexandre Koshyts. Elle voyage avec le Chorus aux États-Unis en 1922 et tourne avec eux jusqu'en 1924.
En 1922, elle rejoint le Chœur national ukrainien sous la direction d'Alexandre Koshyts. Là, Maria Hrebinetska  devient choriste de la Chapelle Chorale Républicaine Ukrainienne sous la direction d'un chef d'orchestre exceptionnel. Hrebinetska voyage avec le Chorus aux États-Unis en 1922 et tourne avec eux jusqu'en 1924. Son frère Mykhailo Hrebinetsky a également joué dans le chœur.
De 1923 à 1928, Hrebinetska chante à la People's House de New York (1923-1928). En 1931, Hrebinetska rejoint le violoniste Roman Pridatkevitch et la pianiste Alisa Korchak pour former l'ensemble « Ukrainian Trio » à New York. Elle resta soliste de l'ensemble « Trio ukrainien » jusqu'en 1934.
Dans les années 1930, Hrebinetska épousa Nestor Novovirskyi.
En 1941, elle est diplômée de la Washington Irving Evening High School de New York avec une médaille d'or pour bourse d'études, décernée chaque année à l'étudiant le mieux classé de la promotion. Grâce à cette bourse, elle put fréquenter le Hunter College, dont elle obtint son diplôme en 1949.
Dans sa jeunesse, Maria Hrebinetska est l'une des chanteuses ukrainiennes les plus en vue en Amérique du Nord et, au fil des années, elle a commencé à agir principalement comme accompagnatrice ou réalisatrice. Pendant près de 20 ans, Hrebinetska a enseigné le chant et le piano à New York au foyer national ukrainien et au studio de la Surma Book and Music Company qu'elle a cofondée en 1944.
Maria Hrebinetska est décédée le 15 août 1972 à New York. Elle est décédée après avoir été heurtée par un taxi alors qu'elle se rendait chez son mari malade à l'hôpital.

## Héritage
Les contributions de Hrebinetska à la vie culturelle ukrainienne ont été très importantes. Elle a facilité la vulgarisation de la musique et du théâtre ukrainiens en Ukraine et aux États-Unis, et son travail a joué un rôle crucial dans la préservation et la promotion du patrimoine culturel ukrainien pendant une période de grands bouleversements. Grâce à elle, les œuvres des artistes ukrainiens tels Mykola Lyssenko, Kyrylo Stetsenko, Yakiv Stepovyi (en), Semen Houlak-Artemovsky, M. Hayvoronskyi, S. Monyushko, Sh. Gounod ont été largement connues dans le monde.
L'héritage de Hrebinetska s'est poursuivi longtemps après sa mort. Ses enregistrements de chansons folkloriques ukrainiennes sont toujours très appréciés et ses performances sur scène comptent parmi les plus grandes de l’histoire du théâtre ukrainien. Aujourd’hui, Hrebinetska apparaît comme une icône culturelle et un symbole de l’identité ukrainienne tant en Ukraine qu’aux États-Unis.

## Rôles
Au Théâtre d'opéra et de ballet d'Odessa
- Débuts - le rôle d'Oksana dans l'opéra Zaporogues au-delà du Danube de Semen Houlak-Artemovsky[7].
- Les opéras "Chernomorets," "Christmas Night," "Natalka Poltavka," "The Drowned Woman," "Aeneid," "Pebbles."

Au théâtre Mykola Sadovsky, elle a chanté toutes les parties soprano. Parmi elles : 
- Oksana (Zaporogues au-delà du Danube de Semen Houlak-Artemovsky)
- Natalka, Oksana ("Natalka Poltavka," "Nuit de Noël" de M. Lysenko)
- Pebbles ("Cailloux" de S. Monyushka)
- Mazhenka ("La mariée troquée" de B. Smetana)

Au cinéma:
- Artiste voix off du rôle de Marusia dans le film du même nom de Vasily Avramenko (1938)[16].